# Graad (polynoom)
In de algebra is de graad van een polynoom {\displaystyle f(x)} in één variabele {\displaystyle x} de hoogste macht van {\displaystyle x} die in {\displaystyle f} voorkomt. Dat is de hoogste macht van {\displaystyle x} die voorkomt met een van 0 verschillende coëfficiënt.
- {\displaystyle x^{7}+4x^{5}-5x-3} heeft graad 7.
- {\displaystyle (y-3)(2y+6)(-4y-21)} heeft graad 3.
- {\displaystyle (3z^{8}+z^{5}-4z^{2}+6)+(-3z^{8}+8z^{4}+2z^{3}+14z)} heeft graad 5

## Grafieken
Het functieverloop van enkele reële polynomen van verschillende graad in één variabele weergegeven in een grafiek:

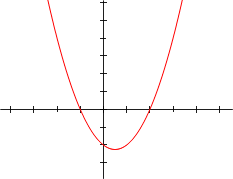
graad 2
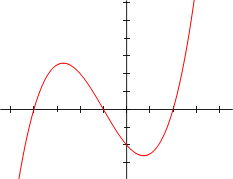
graad 3
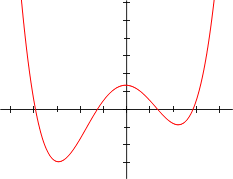
graad 4
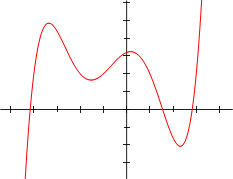
graad 5

## Meer variabelen
Bij een polynoom {\displaystyle f} in meer dan één variabele noemt men de graad in een gegeven variabele, de hoogste exponent waarmee die variabele in {\displaystyle f} voorkomt. De totale graad van het polynoom is niet noodzakelijk gelijk aan de som van de graden in iedere variabele afzonderlijk, bijvoorbeeld {\displaystyle -7ab+a^{2}+b-7} heeft graad 2 in de variabele {\displaystyle a}, graad 1 in de variabele {\displaystyle b} en totale graad 2.
Voor een polynoom in meer variabelen is de graad de hoogste macht van alle afzonderlijke eentermen waaruit het polynoom is opgebouwd. De graad van een eenterm is de som van de exponenten in de machten van de variabelen. Zo heeft {\displaystyle -8a^{3}b+a^{2}+b-7} graad 4.